# Messerschmitt-Bölkow-Blohm
La Messerschmitt-Bölkow-Blohm GmbH (MBB) era una azienda aeronautica tedesca
data dal risultato di varie fusioni nella fine degli anni sessanta, specializzata nella produzione di elicotteri e nota soprattutto per la realizzazione dell'MBB Bo 105.
L'azienda venne successivamente acquistata dalla DaimlerChrysler Aerospace (DASA) nel 1989, ora parte della EADS.

## Storia

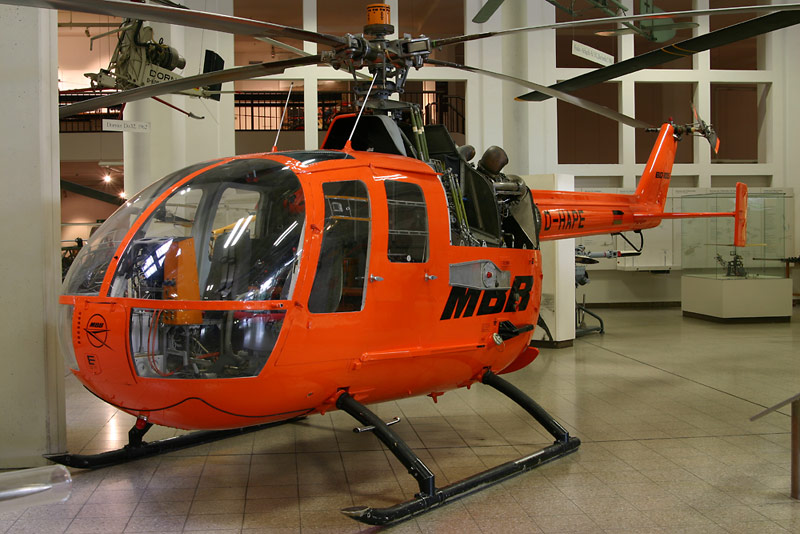
Il quarto prototipo del Bölkow (poi MBB) Bo 105 esposto al Deutsches Museum di Monaco di Baviera.

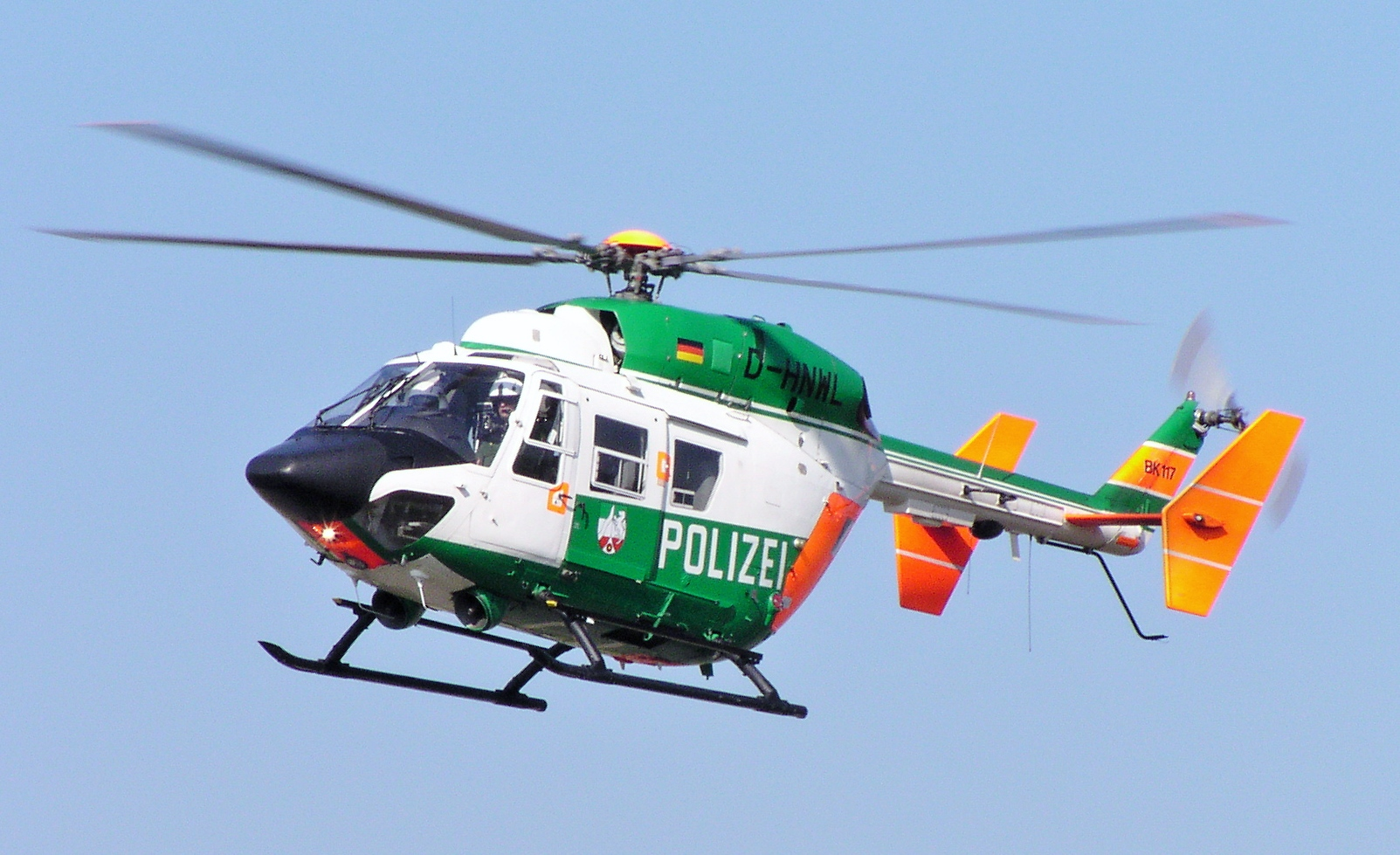
Un BK 117 B2 della Landespolizei, la polizia tedesca, in volo sopra Düsseldorf, ottobre 2005.

La Messerschmitt-Bölkow-Blohm venne fondata con l'acquisizione della Bölkow GmbH da parte della Messerschmitt AG (il 6 giugno 1968) e la successiva fusione con la Hamburger Flugzeugbau (1969), una consociata Blohm + Voss; in questa seconda fase assunse il nome attuale di MBB.
Originariamente, il 51% della MBB era posseduto dalla famiglia Blohm, Willy Messerschmitt e Ludwig Bölkow. Il 22,07% era posseduto dallo stato federale tedesco di Amburgo, il 17.05 % dallo stato di Baviera, il 7.16 % dalla Thyssen AG, 7.16 % dalla Siemens AG, 7.13 % dalla Allianz Versicherungs-AG, 7.13 % dalla Robert Bosch GmbH ed il 6.15 % dalla Friedrich Krupp GmbH.
Nel 1981 la MBB ha acquisito la Vereinigte Flugtechnische Werke (VFW), che essa stessa aveva formato con la fusione con Focke-Wulf, Focke-Achgelis e Weserflug. Nell'anno seguente la MBB ha acquisito l'azienda aerospaziale Entwicklungsring Nord (ERNO) divenendo MBB-ERNO, con fatturato di 2,9 miliardi di euro (riportati alla valuta dell'epoca), nel 1982.
Nel 1989 la MBB è stata acquisita dalla Deutsche Aerospace AG (DASA), che è stata ridenominata Daimler-Benz Aerospace nel 1995. Con la fusione del 1998 di Daimler Benz e Chrysler Corporation, e la divisione aerospaziale fu rinominata DaimlerChrysler Aerospace AG il 7 novembre 1998. Il consolidamento del settore difesa europeo ha portato alla fusione della DASA con la francese Aérospatiale-Matra e la spagnola Construcciones Aeronáuticas S.A. (CASA) per formare la European Aeronautic Defence and Space Company (EADS) nel 2000. La precedente DaimlerChrysler Aerospace adesso opera sotto il nome di "EADS Germany".

## Sussidiarie
- MBB-Liftsystems AG, che produce sistemi di sollevamento per camion e furgoni
- MBB-Sondertechnik, (oggi FHS Förder– und Hebesysteme GmbH) sviluppava turbine a vento negli anni ottanta e novanta, e sistemi di sollevamento per uso militare. Quando il direttore generale della DASA Jürgen E. Schrempp avviò il programma Dolores (Dollar Low Rescue) nella metà degli anni novanta, vennero tagliati 16 000 posti di lavoro e lo sviluppo di tecnologie per la produzione di energia dal vento vennero abbandonate.
- MBB Gelma GmbH, produce sistemi marcatempo ed unità di controllo delle macchine (oggi posseduta dalla DORMA KG)
- MBB Umweltsysteme GmbH

## Aeromobili prodotte
- MBB Lampyridae
- MBB Bo 105
- MBB Bo 108 - poi Eurocopter EC 135
- MBB-Kawasaki BK 117

### Partenariati
- Airbus A300
- Airbus A310
- Famiglia Airbus A320
- Eurofighter Typhoon
- Panavia Tornado
- Rockwell-MBB X-31
- Transall C-160